# صالح أباد (مزرعة نو)
صالح أباد (بالفارسية: صالح‌آباد) هي قرية تقع في إيران في مركزي. يقدر عدد سكانها بـ 359 نسمة .